# Primera Liga de Eslovenia 1997-98
La PrvaLiga de Eslovenia 1997-98 fue la séptima edición de la máxima categoría del fútbol esloveno. Inició el 3 de agosto de 1997 y finalizó el 7 de junio de 1998. El campeón fue el NK Maribor por segunda vez consecutiva.

## Tabla de posiciones
| Pos | Equipo           | PJ | PG | PE | PP | GF | GC | Dif | Pts |
| --- | ---------------- | -- | -- | -- | -- | -- | -- | --- | --- |
| 1   | Maribor          | 36 | 24 | 4  | 8  | 69 | 34 | +35 | 76  |
| 2   | Mura             | 36 | 19 | 10 | 7  | 63 | 42 | +21 | 67  |
| 3   | Gorica           | 36 | 20 | 5  | 11 | 64 | 36 | +28 | 65  |
| 4   | Primorje         | 36 | 17 | 6  | 13 | 63 | 49 | +14 | 57  |
| 5   | Olimpija         | 36 | 13 | 12 | 11 | 59 | 55 | +4  | 51  |
| 6   | Celje            | 36 | 14 | 7  | 15 | 57 | 57 | 0   | 49  |
| 7   | Rudar Velenje    | 36 | 10 | 13 | 13 | 39 | 38 | +1  | 43  |
| 8   | Korotan Prevalje | 36 | 10 | 9  | 17 | 31 | 59 | –18 | 39  |
| 9   | Potrošnik        | 36 | 9  | 7  | 20 | 44 | 73 | –29 | 34  |
| 10  | Slavija Vevče    | 36 | 4  | 7  | 25 | 37 | 83 | –46 | 19  |

PJ = Partidos jugados; PG = Partidos ganados; PE = Partidos empatados; PP = Partidos perdidos; GF = Goles anotados; GC = Goles recibidos; Dif = Diferencia de goles; Pts = Puntos
|  | Liga de Campeones de la UEFA |
|  | Copa de la UEFA              |
|  | Copa Intertoto de la UEFA    |
|  | Recopa de Europa             |
|  | Play-offs de descenso        |

| Bandera de Eslovenia         |
| Campeón NK Maribor 2° título |

### Play-offs de descenso
| Equipo 1            | Agr.  | Equipo 2                    | Ida   | Vuelta |
| ------------------- | ----- | --------------------------- | ----- | ------ |
| Potrošnik (1. SNL)  | 5 – 1 | Zelzenicar Maribor (2. SNL) | 1 – 0 | 4 – 1  |
| NK Domžale (2. SNL) | 4 – 2 | NK Slavija Vevče (1. SNL)   | 1 – 1 | 3 – 1  |

|  | 1. SNL 1998/99 |